# 太田英明
太田 英明（おおた ひであき、1963年（昭和38年）5月19日 - ）は、文化放送アナウンサー、エグゼクティブ・プロデューサー。東京都葛飾区出身。中学・高校生時代は茨城県水戸市で育つ。茨城県立水戸第一高等学校、慶應義塾大学文学部文学科卒業。

## 来歴・人物
- 元々目立ちたがりで、大学時代は演劇をやっていたこともあり、自分が表現できる職業としてアナウンサーを目指す。元々はテレビ局志望だったが、テレビ朝日とフジテレビは最終選考で落選。日本テレビの最後の面接では徳光和夫から直接「君は声が小さいから向かないね」と言われたことで落ち込み、それでもその帰りの駅で見た「向き不向きより前向き」の広告に、もう少しがんばってみようと思ったという[2]。
- 1986年（昭和61年）4月、文化放送にアナウンサーとして入社[1]。
- 先輩アナウンサーである寺島尚正と「内海文化・QR」（うつみぶんか・きゅーあーる、太田は「内海QR」）という漫才コンビを組んでおり、アナウンサーと漫才師という2つの顔を持つ。このコンビは内海好江にとって最後の弟子である。
- 文化放送の労働組合の執行委員長を務めていたことがある。
- 神奈川県伊勢原市からの遠距離通勤。
- 新人の頃、度胸をつけるためと称して車掌姿で電車に乗せられ観光案内をしていた[3]。
- 自他共に認める恐妻家[1]。『吉田照美のやる気MANMAN!』内で『太田英明プレゼンツ 恐妻家グランプリ』というコーナーが出来たほどである。
- 入社以来、スポーツ実況を担当したことがない。現職男性アナウンサーでスポーツ実況経験がないのは太田だけである[4]（2015年2月で定年退職→嘱託→フリーの竹内靖夫もスポーツ実況担当歴がなかった）。
- 番組で一緒に担当したのを機に、プリンセス・プリンセスのファンとなり、全国ツアーの開演前・終演後のMC（テープ録音）を担当したことがある[1]。
- アーティストのライブコンサートのCMのナレーションを多く担当している。
- エビなどの甲殻類、蛸・イカなどの軟体類及び貝類に対しての食物アレルギーをもつ。
- 金曜日パーソナリティを務めていた『東京っ子NIGHTお遊びジョーズ!!』の中で『中森明菜の太田君がんばって!』という番組が放送されていたが、この番組のタイトルは太田自身に因むものである[5]。
- 大の読売ジャイアンツファンであり、ホームランナイターのスタジオ担当を務めた際、ジャイアンツが勝利すると、「巨人ファンのあなた、そして私！おめでとうございます。」の第一声でスタジオトークがスタートするのが恒例となっていた[6]。
- 2014年1月1日付で、報道事業局 制作部 担当部長に就任。
- 2017年7月3日付で、編成局 アナウンス部長に就任[7]。
- 2020年10月1日付で、放送事業本部 編成局長に就任。9月24日（木曜日）に、アシスタントとして出演している『大竹まこと ゴールデンラジオ!』のオープニングでフリートークを始めた途端に、「太田に関する重大発表」と称して、編成局長へ異動する旨の内示が文化放送社長（当時）の上口宏から直々に伝えられた。民間放送局の正社員に対する人事異動の内示が、当該社員が出演する生放送番組の中で社長から直々に伝えられたことは、他局を含めても異例である[8]。
  - 実際には異動を機にアナウンス部を離れたものの、編成局長への就任後も『ゴールデンラジオ!』のアシスタントを続けていた。2020年10月第3週まではアナウンス部時代と同じく週5日（月 - 金曜日）担当していたが、編成局長としての職務との兼ね合いで同月最終週から出演日を週1日に限ることがあらかじめ決まっていたため、日替わりで出演するパートナー（月曜日：阿佐ヶ谷姉妹、火曜日：はるな愛、水曜日：壇蜜、木曜日：光浦靖子、金曜日：室井佑月）が太田との共演継続に向けた手紙でのアピール合戦（放送上の呼称は「太田英明争奪・パートナーお手紙対決」）を展開。「文化放送 スペシャルウィーク」期間中の10月22日（木曜日）放送分でリスナー投票を実施したところ、室井の手紙に最も多い支持票が集まった。この結果を受けて、太田は「文化放送アナウンサー」という肩書のまま、同月30日から金曜日限定で出演を継続[9]。月 - 木曜日担当アシスタントの後任には、アナウンス部時代の同僚かつアナウンス部長在任時の部下に当たる砂山圭大郎（休暇期間中の放送で「砂山大輔」「K太郎」名義を含めてアシスタント代理を経験）が、同月26日放送分から起用されている。なお、アナウンス部長の後任には、部長在任時にアナウンス部次長であった水谷加奈が就任している。
  - 編成局長時代には、文化放送の開局70周年（2022年3月31日）に向けた「文化放送開局70周年記念企画実行委員会」（2021年3月に局内で発足した部署・年代横断型の委員会）の委員長を兼務していた[10]。
- 文化放送が2021年7月1日付で実施した社内組織改編で、編成局が「コミュニケーションデザイン局」へ改組したことに伴って、前日（6月30日）に編成局長を退任。7月1日付で、コミュニケーションデザイン局に新設された局長級のポストである「エグゼクティブ・プロデューサー」に異動した。異動後も引き続きアナウンサーを兼務しているが、2022年に入ってから休職。『ゴールデンラジオ!』の金曜放送分についても、年始から2回目の放送（1月14日）へ出演したものの、翌週から「少し長めの冬休み」という名目で休演していた。
- 2022年8月に復職。2023年7月23日付の文化放送メールマガジン「アナウンサーコラム」で、休職の理由が「メンタルの不調」によることを初めて明かした[11]。実際には、2022年11月28日深夜（29日未明）に、『ミッドナイトメロディ』[12]のMCとして番組への出演を再開。『ゴールデンラジオ!』にも、本来の担当曜日ではない12月22日（木曜日）放送分で、およそ1年振りの出演を果たした。2023年に入ってからは、社外イベントへの出演も再開。3月27日深夜（28日未明）スタートの『ARTIST FC』（ラジオ大阪との2局ネットによる深夜番組）では、パーソナリティを単独で務めている。『ゴールデンラジオ!』にも、2024年4月5日放送分から金曜日のアシスタントに復帰。
- 2023年の誕生日（5月19日）で文化放送の正社員定年（60歳）に達したことに伴って、同年6月1日付で、アナウンス職のまま最長5年間の嘱託契約へ移行[13]。さらに、コミュニケーションデザイン局とスポーツ担当以外のアナウンサーを管理する部署（アナウンスルーム）が6月30日付で廃止されたことから、翌7月1日以降はコンテンツ局の制作部（社内の組織改編に伴って新設された部署）に所属している。嘱託契約の移行後も、番組へ出演する際には「文化放送アナウンサー」という肩書を引き続き使用しているが、エグゼクティブ・プロデューサー職の扱いについては不明。

## 担当番組

### 現在
- 文化放送ニュース
  - 休職からの復帰後は、月 - 木曜の午前9時台（『くにまる食堂』への内包分）を中心に担当。
- 大竹まこと ゴールデンラジオ!（2007年5月7日- 、月 - 金曜 → 金曜アシスタント兼ニュースキャスター）
  - 番組開始（アナウンス部時代）から編成局長就任直後の2020年10月23日までは全曜日、同月30日以降は金曜日にのみ出演。全曜日に出演していた時期には、「太田英明の元気な一週間」という冠コーナーが15:05 - 15:07頃に放送されていた。
  - 2022年1月21日より2024年3月29日まで前述の事由により長期の休演となり、翌週の4月5日から復帰した。
  - 2015年12月7日に放送された「FMでもキキマス!ゴールデンたまむすび」（TBSラジオ・ニッポン放送との共同制作による関東圏のワイドFM開局記念特別番組）でも、文化放送を代表して総合進行を担当した。
- ARTIST FC（2023年3月27日深夜〈28日未明〉 - 、パーソナリティ）

### 過去
- 東京っ子NIGHTお遊びジョーズ（1987年4月6日 - 1988年3月、金曜日パーソナリティ）
- 吉田照美のやる気MANMAN!金曜日（1988年4月 - 2007年3月30日、「お助けマン」として出演）
- 15はドキドキ ピンクコング'88（1988年度のナイターオフ期間限定番組）
- ノオチンと太田さんのピンコン二人旅（1989年4月 - 1989年10月、乃生佳之とのダブルDJ進行）
- From C Side（1989年4月 - 1990年10月5日、徳永英明とのダブルDJで進行）
- 今夜もBREAK OUT ラジオバカナリヤ（1989年10月9日 - 1990年10月5日　月 - 木曜パーソナリティ）
- 太田英明のまさかのラジオ
- 全国歌謡ベストテン（火曜会加盟局向け）
- マンデーミュージックステーション
- こだわりミュージックBOX（文化放送から他のNRN加盟局向けの裏送り番組）
- ラジオふるさと便（2002 - 2005年度のナイターオフ期間限定番組）
- 太田英明のモクモクスポーツ（2002 - 2005年度のナイターオフ期間限定で木曜日の17:57 - 19:00に放送）
- サタデーネクスト! なるほどひざポン!!（2003年4月 - 2004年9月、土曜7:00 - 9:45 → 7:00 - 10:00、寺島尚正と共にパーソナリティを担当）
- A&Gメディアステーション こむちゃっとカウントダウン（ヴェネツィア国際映画祭出席のため欠席した櫻井孝宏の代打、2005年9月3日）
- 太田英明 ナマ朝!（2005年10月 - 2007年3月）
- セイ!ヤング ネクステージ（2007年4月2日 - 5月2日、月 - 金曜アシスタントなど）
- SONOKO ビューティフル・サンデー（2007年10月7日 - 2008年3月30日、日曜 10:00 - 10:30）
  - 山中つよしの後任で、パートナーは声優の平野文。
- 下町おやじ診療所（2008年3月31日 - 2009年9月28日、月曜日 20:00 - 20:30）
- 下町おやじ大人塾（2009年10月5日 - 2013年3月25日、月曜日 20:00 - 20:30）
- くにまるワイド ごぜんさま〜金曜日（2008年10月3日 - 2010年10月1日、10:04 - 10:25頃に放送されていた「クイズ!だいぶショック!?」を進行）
- 太田英明とCOONのP!ck Up ★ STATION（2008年4月2日 - 、水曜 26:00 - 27:00）
  - ハマモトヒロユキの後任で、2007年10月3日 - 2008年3月26日までは『太田英明のP!ck Up ★ STATION』というタイトルで放送。
- 太田英明・小泉麻耶のアソブココロ倶楽部（土曜 17:15 - 17:30、2005年10月 - 2009年10月3日）
  - 東海ラジオ放送でも土曜日の16:45 - 17:00に放送。竹内のぞみがアシスタントを務めていた2007年4月7日までの番組タイトルは、『太田英明・竹内のぞみのアソブココロ倶楽部』だった。
- がちっ娘〜GACHIKKO（2009年4月8日 - 2010年3月31日、水曜 21:30 - 22:00）
  - 2009年9月まで水曜 25:30 - 26:00に放送
- 吉田照美 ソコダイジナトコ（2010年4月6日 - 2011年9月27日、「7時の情報デリバリー」火曜日担当）
- 太田英明の健康ワンポイントチェック（2007年4月2日 - 2011年9月30日）
  - 『セイ!ヤング ネクステージ』→『大竹まこと ゴールデンラジオ!』に内包。
- ニュース・パレード（キャスター）
  - 月 - 金曜日担当：2011年10月3日 - 2013年9月27日
  - 月・火曜日担当：2013年9月30日 - 2014年9月30日（一時は月曜日のみ担当）
- 高田純次 毎日がパラダイス（2015年2月2日 - 2月13日）
  - 高田純次が椎間板ヘルニアの発症に伴って休養していた時期に代演。
- 吉田照美 飛べ!サルバドール（2013年10月4日 - 2016年3月25日、「飛び出せ子ザル中継」金曜日担当）
- くにまるジャパン金曜日
  - 2010年10月8日から10:05 - 10:25頃に放送されていた「クイズレストラン ジャポネ」を、「支配人」という肩書で進行。
- 太田英明のMUSIC NEO（2009年10月11日から放送中断期間を挿みながら2020年9月まで放送）
- 内海文化・QRの現金5万円入りのハンドバッグ（Podcast QR、隔週金曜日更新）
- 壇蜜の耳蜜 アシスタント（2013年7月1日 - 2020年10月26日）
  - 編成局長への就任後も1ヶ月間出演した後に、2020年11月2日放送分から山田弥希寿（文化放送アナウンサー (当時)）へ交代。
- “New Normal” HIT SONG COLLECTION（2020年11月17日 21:30 - 22:00、パーソナリティ）
  - 編成局長への就任後に、当該時間帯のレギュラー番組のパーソナリティが活動の無期限自粛を発表したことに伴って番組の休止を余儀なくされたため、代替番組として急遽編成。翌週以降は『松井佐祐里“new normal”の小部屋』と改題したうえで、当該番組でアシスタントを務めていた松井佐祐里（文化放送アナウンサー(当時)）が太田からパーソナリティを引き継いだ。上記パーソナリティの活動再開に伴って新番組を編成することを受けて、2021年9月21日で『“new normal”の小部屋』を終了。

## 出演したテレビ番組
- タモリ倶楽部（テレビ朝日、放送日はいずれも同局での関東ローカル分）
  - 1996年1月26日「クイズ?これは何だ!（名乗るほどの物ではありませんが）」
  - 1996年6月14日「第1回水上コント大会」

## 出演した映画
- ヤッターマン（2009年、松竹）
- ロバマン（2019、TOCANA）

## 関連人物
- 関秀章
- 吉田照美
- 内海桂子
- 大竹まこと